# 쐐기꼬리수리
쐐기꼬리수리(Wedge-tailed eagle)는 오스트레일리아 대륙에서 가장 큰 맹금류이다. 북쪽으로는 뉴기니섬 남부 지역에서도 발견되며 남쪽으로는 태즈메이니아주까지 분포한다. 이 종의 성충은 길고 넓은 날개와 완전한 깃털이 달린 다리, 틀림없는 쐐기 모양의 꼬리, 길쭉한 윗하악골, 강한 부리와 강력한 발을 가지고 있다. 쐐기꼬리수리는 전 세계에서 발견되는 검독수리속에 속하는 크고 주로 어두운 색깔의 부츠를 신은 12종의 독수리 중 하나이다. 유전학 연구에 따르면 쐐기꼬리수리는 검독수리속의 다른, 일반적으로 큰 종들과 상당히 밀접한 관련이 있다. 갈색에서 검은색을 띤 큰 맹금류로 보고된 최대 날개폭은 2.84m이고 길이는 1.06m이다.다만 일부 최대 윙스펜으로는 3.4m나 되는 개체가 있긴 있다.
쐐기꼬리수리는 원산지 대륙에서 가장 일반화된 맹금류 중 하나이다. 그들은 사막과 준사막, 평원, 산악 지역, 숲, 심지어 열대 우림에 이르기까지 오스트레일리아에 존재하는 대부분의 서식지에 서식한다. 그러나 선호되는 서식지는 암석 지대, 일부 탁 트인 지형, 유칼립투스속과 같은 토착 삼림 지대를 포함하여 상당히 다양한 지형을 가진 곳을 향하는 경향이 있다.
쐐기꼬리수리는 세계에서 가장 강력한 조류 포식자 중 하나이다. 비록 새, 파충류 그리고 드물게는 다른 분류군을 포함하여 다양한 종류의 먹이를 사냥하는 진정한 일반론자이지만, 그 종은 대체로 포유류 포식자이다. 그렇지 않으면 쐐기꼬리수리는 놀랍게도 큰 많은 거대한 캥거루과를 포함하여 유대류에서 일반적으로 살아가지만, 굴토끼의 도입은 쐐기꼬리수리에게 호재로 작용했고, 그들은 이것들과 다른 침입종을 대량으로 사냥한다. 게다가, 쐐기꼬리수리는 특히 어릴 때 종종 썩은 고기를 먹는다. 그 종은 몇 년 동안 짝을 이루는 경향이 있으며, 아마도 평생 짝짓기를 할 것이다.
쐐기꼬리수리는 보통 넓은 나무에 보통 스탠드에서 가장 큰 큰 막대기 둥지를 만들고, 때때로 1~4개이지만 일반적으로 2개의 알을 낳는다. 보통 번식 노력은 몇 달 후에 널리 흩어지는 경향이 있는 1~2마리의 새를 낳는데 성공한다. 둥지를 틀지 못한 것은 보통 벌목 활동과 서식지를 저하시키고 교란을 일으키는 다른 변화와 같은 인간의 간섭에 기인한다. 이 종은 둥지에서 인간의 방해에 매우 민감한 것으로 알려져 있는데, 이는 어린 개체를 버리게 할 수도 있다.
역사적으로 양을 잡아먹는 것으로 추정되는 독살과 총살을 통해 인간에 의해 심하게 박해받았지만, 쐐기꼬리수리는 예외적으로 회복력이 있는 것으로 판명되었으며, 이들의 수는 빠르게 회복되어 유럽 식민지화 이전과 비슷하거나 심지어 더 많은 수로 반등했는데, 이는 부분적으로 인간이 무심코 토끼와 많은 양의 로드킬과 같은 여러 먹이원을 제공한 덕분이다.

## 묘사

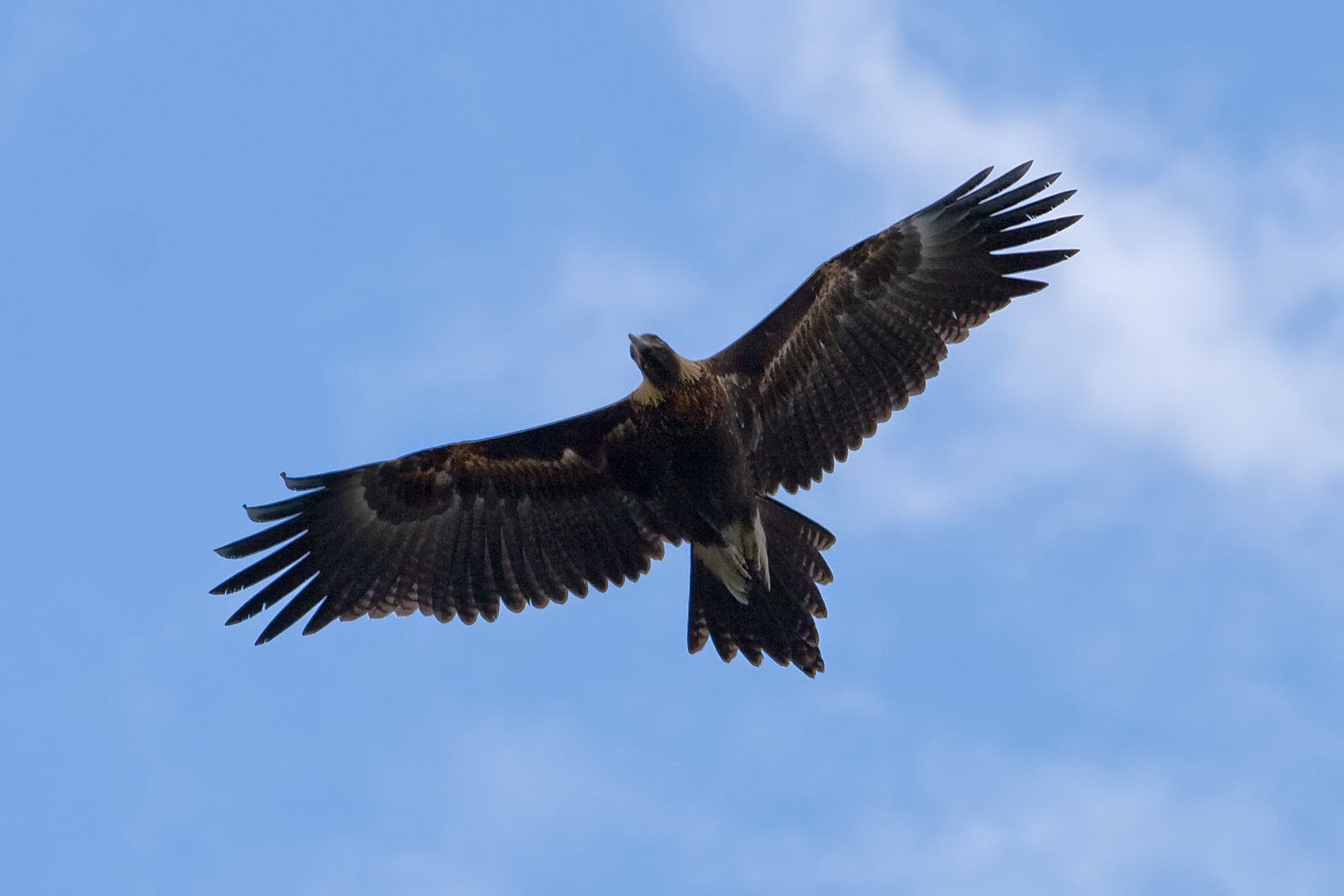
비행 중에는 쐐기 모양의 꼬리가 선명하게 보인다.

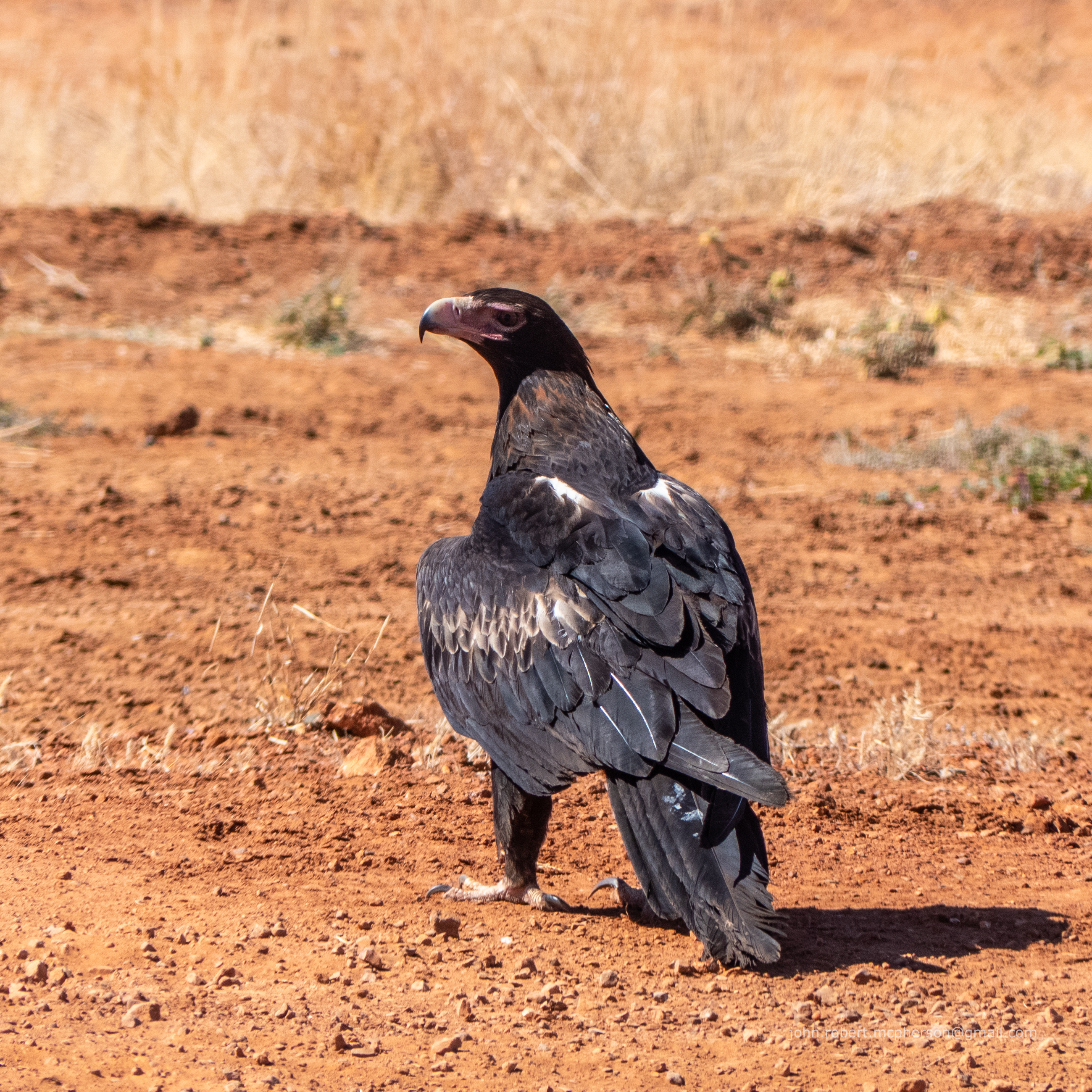
땅 위에서 먹이를 찾는 쐐기꼬리수리

쐐기꼬리수리는 매우 크고 상당히 마른 새이다. 그들은 특징적으로 검은색이지만 조명과 개체수에 따라 타르색에서 숯 갈색으로 보일 수 있다. 그들은 거대한 부리를 가지고 있지만 비교적 작고 다소 평평한 머리와 길고 거의 울퉁불퉁한 목을 가지고 있다. 게다가, 그들은 두드러진 목수와 헐렁한 깃털이 달린 바지로 특징적이다. 그 종은 죽은 나무, 전신주, 바위 또는 때로는 탁 트인 땅에 눈에 띄게 횃불을 피우는 경향이 있다. 부리 크기, 길쭉한 모양과 두드러진 어깨 사이에서, 그 종은 매우 독특하다. 횃불에 앉아 있는 동안, 그들의 긴 날개는 길고 뚜렷하게 쐐기 모양의 꼬리까지 뻗어 있다.
이들은 민낯의 피부가 많은데, 이는 썩지 않은 흰허리독수리의 얼굴 깃털 모양이 비슷하고, 검독수리도 썩지 않아 썩지 않고 따뜻한 기후에 적응한 것으로 생각된다. 검은 깃털에 맞서 목에는 황갈색-적갈색의 혹이 나면서 창살 모양을 이루고, 옅은 갈색에서 갈색의 암청색, 넓은 날개 덮개를 가로지르는 좁은 얼룩덜룩한 회갈색 띠 등이 모두 잘 돋보인다. 깃털로 암수를 구별할 수 없다.
어린 쐐기꼬리수리는 주로 어두운 갈색을 띠며, 넓은 갈색 깃털 가장자리가 있고, 더 창백하고 상당히 줄무늬가 있는 머리를 가지고 있다. 게다가, 어린 쐐기꼬리수리는 밝은 갈색의 암술머리와 밝은 적갈색에서 황금색의 목덜미를 가지고 있으며, 때때로 비슷한 색이 등과 날개 띠까지 확장된다. 날개 띠는 성인의 것보다 상당히 두드러지며, 중앙값까지, 때로는 더 작은 덮개까지 확장된다. 드물게, 어린 쐐기꼬리수리는 모두 무딘 검은색이고, 갈색 가장자리가 없거나 날개 띠가 없는 경우도 있다. 비록 어린 쐐기꼬리수리는 2년에서 4년차까지는 거의 변함없이 얼룩덜룩하고, 날개 띠가 좁아지는 경우도 있지만, 2년차에서 4년차까지는 거의 같다. 그들은 5년차 무렵에는 더 어두워지며, 적갈색 목덜미와 여전히 좁아지는 날개 띠가 있다. 비록 성 성숙은 빠르면 5년차 정도에 고려될 수 있지만, 완전한 성숙한 깃털은 7년차나 8년차까지는 도달하지 못한다.
어른들은 어두운 갈색 눈을 가지고 있는 반면, 어린 쐐기꼬리수리들은 보통 비슷하지만 약간 어두운 눈을 가지고 있다. 쐐기꼬리수리는 일반적으로 뇌와 발에 크림색을 띤 흰색을 띠지만, 어른들보다 어린 쐐기꼬리수리들이 더 어두운 노란색을 띨 수 있습니다. 쐐기꼬리수리는 거의 연속적으로 그리고 매우 느리게 털갈이를 하는 독특한 털갈이 과정을 가지고 있으며, 이 종의 독수리가 털갈이를 완성하는 데는 3년 이상이 걸릴 수도 있다. 털갈이는 기근이 들었을 때만 체포되고, 새의 비행이나 사냥 능력을 방해하지 않기 위해 점차적으로 일어난다.
쐐기꼬리수리는 비행 중에 아주 크고 어두운 색의 맹금류로 보이며, 머리가 튀어나오고, 길고 비교적 좁아 보이는 날개가 있으며, 하늘로 솟을 때 가장자리가 다소 평행을 이루고, 가장 뚜렷하게는 다이아몬드 모양의 긴 꼬리가 있다. 그 모양은 세계의 다른 맹금류들과 다르다. 비교해 볼 때, 어린 새들은 더 넓은 날개를 가진 경향이 있다. 날개폭은 그 새의 전체 길이보다 약 2.2배 크다. 그들은 다소 느슨하지만 깊고 강력한 박자로 나는 경향이 있다. 쐐기꼬리수리는 강한 바람에도 꽤 안정적이고 통제되어 보여 항해하는 데 많은 시간을 보낸다. 그 종은 제1차적으로 길게 늘어뜨린 날개로 미끄러지듯 날아오른다. 충분한 꼬리는 가장자리가 위로 구부러지거나 "시들"할 수 있다. 그 독수리는 높은 바람에서 항력을 줄이기 위해 종종 깊은 날개 가장자리를 벌린다. 날개에 한번 달려있을 때의 위압적이고 통제된 모습과는 달리, 정상적인 상황에서도, 정점에서 오거나 바람이 다소 불고 숲 속에서 "은혜의 부족"으로 우왕좌왕할 수 있는 한, 쐐기꼬리수리의 비행은 힘든 일이 될 수 있다. 땅 위의 울퉁불퉁한 새들은 거의 땅에 깔려 있어서 취약할 수 있는데, 이것은 역사적으로 원주민의 사냥꾼들에게 이점이었다. 인간 글라이더들은 3,000미터 이상의 쐐기꼬리수리와 마주쳤다.

## 행동

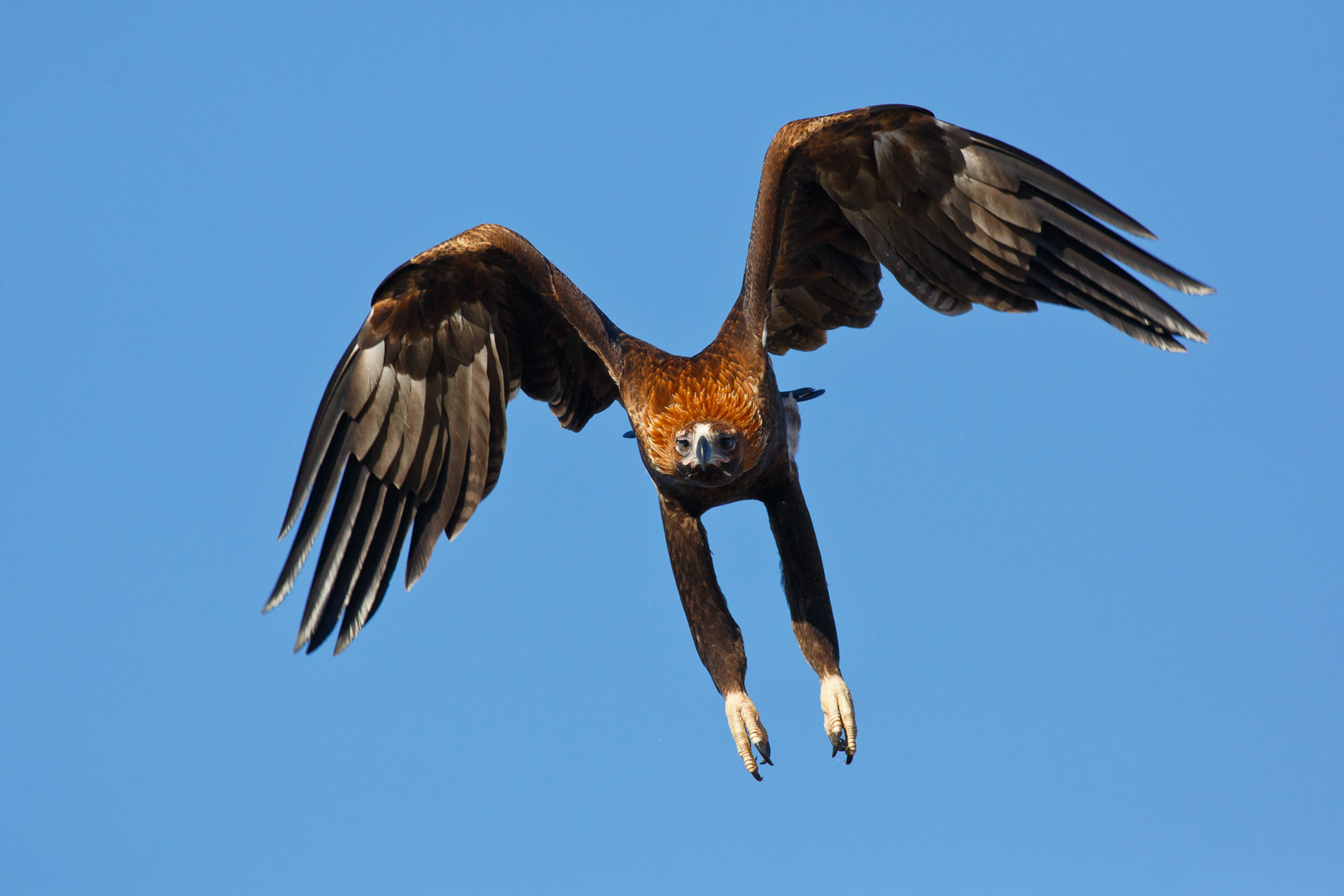
횃대에서 벗어보니 이 성체 암컷의 긴 다리가 선명하게 보인다.

이 인상적인 맹금류는 하루의 대부분을 나무나 바위에 앉아 주변을 잘 볼 수 있는 절벽과 같은 비슷한 노출된 전망 장소에서 보낸다. 또는, 그들은 오랫동안 땅에 앉아 있거나 흰개미 언덕이나 개미집과 같이 더 낮은 곳에서 관찰할 수도 있다.  때때로, 영역 위로 낮게 날기 위해 횃대에서 이륙한다. 특히 번식하지 않는 동안, 쐐기꼬리수리는 하루의 상당한 양을 날개 위에서 보낸다. 쐐기꼬리수리는 날개짓 없이 몇 시간 동안 계속 치솟으며, 보통 1,800m (5,900ft)에 이르고 때로는 상당히 높은 곳에 이르기도 한다. 이 치솟는 목적은 쐐기꼬리수리에서 구체적인 연구를 거의 받지 못했지만, 다른 매과 동물들처럼, 대부분 영역을 조사하고 그들의 존재를 다른 독수리들에게 광고하기 위해서일 가능성이 크다. 한낮의 극심한 더위 동안, 종종 높이 치솟아, 아래 땅에서 올라오는 열류에 의해 빙빙 돈다. 종종 날개 위에 있을 때, 인간의 육안에는 거의 보이지 않는다. 그들의 예리한 시력은 자외선 대역까지 확장된다. 모든 새들 중 가장 큰 맹금류 중 하나인, 인간보다 약 3배 더 예리한 시각으로, 그들은 세상에서 가장 날카로운 눈을 가진 새들 중 하나일지도 모른다.

## 보존 상태

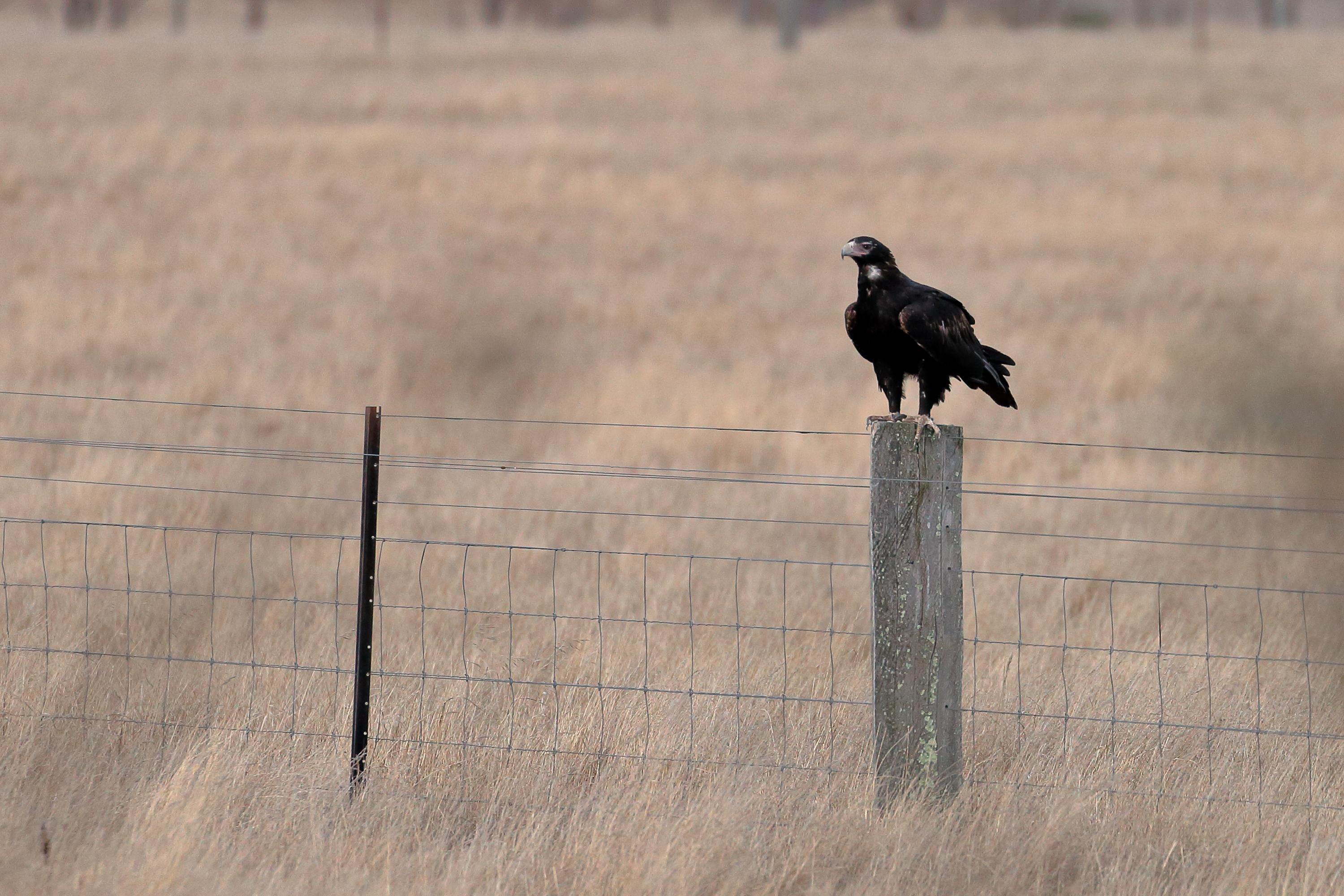
빅토리아주 버럼비트호에 사는 쐐기꼬리수리

1990년대에는, 전 세계 개체수가 10,001마리에서 1,000,000마리 사이일 것으로 광범위하게 추정되었다. 2009년 현재, 버드라이프 인터내셔널은 전체 개체수를 단지 100,000마리의 성숙한 개체로 분류했는데, 이는 아마도 보수적이고 명백히 빈약한 증거 자료에서 나온 것일 수 있다. 그 분석 현재, 버드라이프는 쐐기꼬리수리의 전체 개체수가 "증가할 가능성이 있다"고 간주하고 있다. 일반적으로, 쐐기꼬리수리는 개체수가 상당히 안정적인 것으로 보인다. 쐐기꼬리수리가 큰 분포에서 시사하는 것보다 부족한 경우가 많지만, 그들의 총 분포 지역은 1,050만 평방 킬로미터 이상이고, 개체수는 수십만 마리 이내일 가능성이 높다. 숲의 덮개가 얇아진 것, 대부분 부주의한 썩은 먹이 공급, 특히 토끼 도입이 이 종에 도움이 되었을 수 있으며, 실제로 유럽 식민지화 이전보다 지금 더 흔했을 수 있다. 비록 보호되고 있지만, 때때로 쐐기꼬리수리는 농부들에 의해 촉발된 독극물 사체에 의해 총에 맞거나 갇히거나 죽임을 당하는데, 그들 중 많은 사람들은 이를 심각한 양치기로 여긴다. 역사적으로, 쐐기꼬리수리는 세계의 다른 어떤 독수리에게도 견줄 만한 박해 수준의 대상이 되었다. 심각한 박해는 19세기 말 수십 년 동안 시작되었는데, 이는 주로 오스트레일리아에 대규모 양치기 농장이 설립되었기 때문이다. 퀸즐랜드주의 한 방송국은 1903년에 8개월 동안 1,060마리의 독수리를 독살했다고 주장했다.